# Jean-Paul Vonderburg
Jean-Paul Vonderburg, né le 31 juillet 1964, est un footballeur suédois, qui évoluait au poste de défenseur à Malmö FF, Hammarby IF, AGF Århus et Sanfrecce Hiroshima ainsi qu'en équipe de Suède.
Vonderburg n'a marqué aucun but lors de ses quatre sélections avec l'équipe de Suède entre 1990 et 1991. 

## Carrière
- 1985-1988 : Hammarby IF
- 1989-1992 : Malmö FF
- 1992 : AGF Århus
- 1993 : Sanfrecce Hiroshima
- 1995-1996 : Hammarby IF

## Palmarès

### En équipe nationale
- 4 sélections et 0 but avec l'équipe de Suède entre 1990 et 1991.

### Avec le Malmö FF
- Vainqueur du Championnat de Suède de football en 1989.